# Corder (professió)
Un corder o soguer és una persona que té com a ofici fer cordes i sogues de cànem.
Hom en diferenciava els cordillers, els gumeners (que feien gúmenes o cordes grosses) i, fins i tot, els corders de viola, que feien cordes per a aquest instrument musical.

## Les eines dels corders o filadors de corda

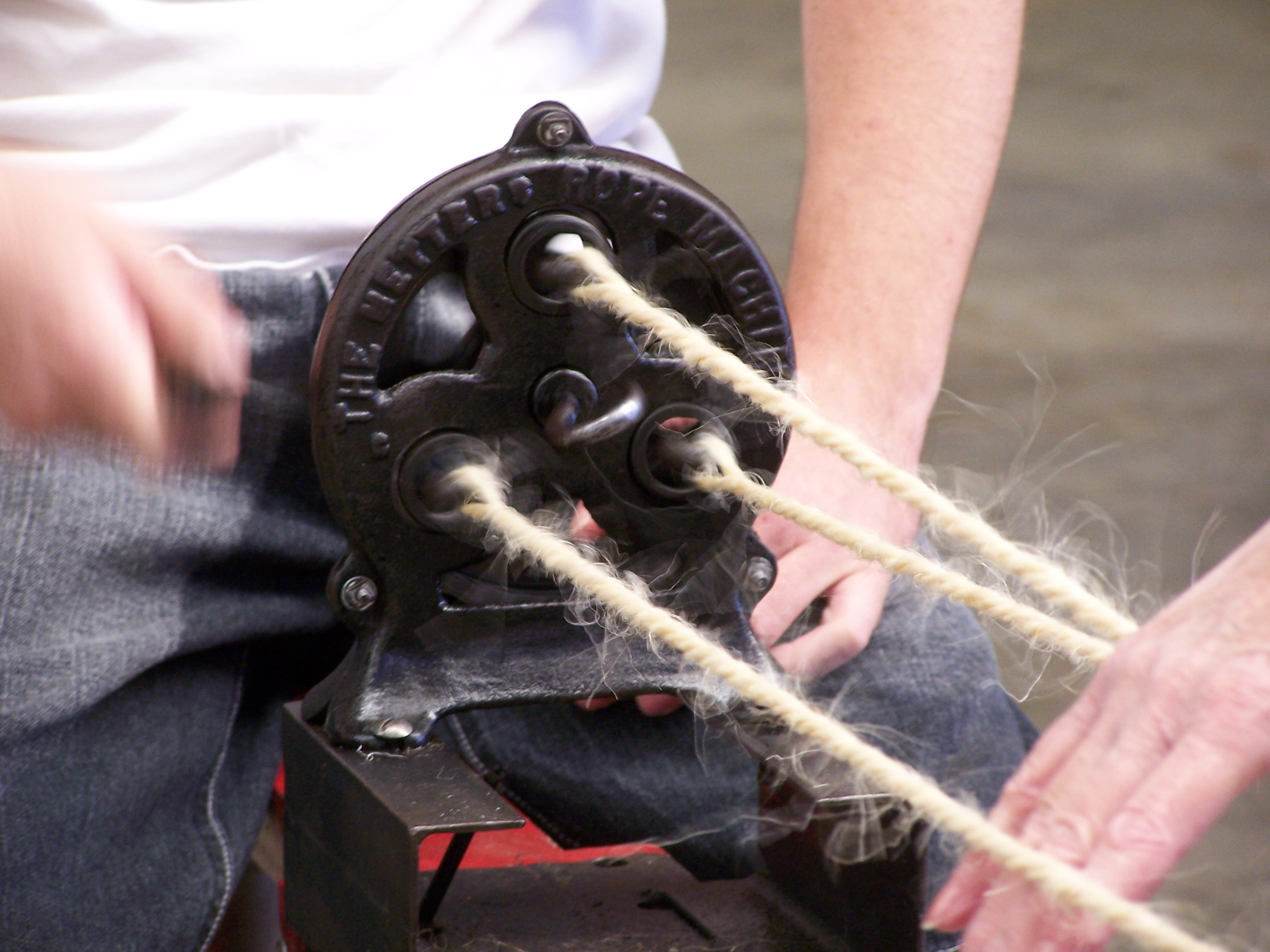
Una mena de carrot de l'any 1928.

| - el pinte - la roda - la creu - els perpals | - els rastells - els cuirols - el maçot | - la paloma - el carrot - la càbria i el ganxo |

## Col·legis o confraries
A Mallorca, els corders compartien col·legi professional amb els espardenyers. El col·legi fou instituït el 1511, i les primeres ordinacions són de 1513. El seu patró era santa Caterina (25 de novembre), i inicialment les reunions del col·legi tenien lloc a l'antic Hospital de Santa Caterina, però, quan l'edifici entrà en estat d'abandonament, tengueren la sala a la parròquia de Santa Eulàlia, vora el carrer de la Corderia. L'escut del col·legi consistia en una banqueta de corder amb la creu i la roda i quatre cordes penjant.

## Documents
- 1328. Corders de València.[5]